# Lernen aus Lösungsbeispielen
Lernen aus Lösungsbeispielen ist eine Unterrichtsmethode. Ein vollständiges Lösungsbeispiel besteht aus einer Aufgabe, dem Lösungsweg und der Lösung der Aufgabe. Bei der Methode vollziehen die  Schüler mehrere gleiche Lösungsbeispiele nach, um das zugrundeliegende Lösungsprinzip zu erkennen. Durch eine spezielle Sequenzierungen mit gezielter Variation des Lösungsprinzips und/oder der kontextualen Einbindung (Oberflächenmerkmal) der Beispiele können nahe und ferne Wissenstransfers angeregt werden. Die Methode nutzt den Lösungsbeispieleffekt und die Wirksamkeit lässt sich durch die Cognitive-Load-Theorie erklären. Zur Erhöhung der Wirksamkeit der Methode hat es sich bewährt, Fragen zur Selbsterklärung mit den Beispielen auszugeben. Diese sollen die aktive Auseinandersetzung mit den Beispielen anregen und ein oberflächliches Konsumieren unterbinden. Die Methode eignet sich zu Beginn eines neuen Themas. Mithilfe von unvollständigen oder falschen Lösungsbeispielen kann es auch zum Abschluss eines Themas eingesetzt werden. Mit zunehmender Expertise in einem Themengebiet nimmt die Effektstärke des Lösungsbeispieleffekts bzw. die Lernwirksamkeit der Methode ab. Dieser Sachverhalt wird als Expertise-Reversal-Effect bezeichnet. Anwendungsfälle der Methode sind vor allem in der Mathematik gut dokumentiert.
Es gibt aber auch Anregungen aus dem Bereich der gewerblich-technischen, der kaufmännischen und der medizinischen Ausbildung.

## Theoretischer Hintergrund
Namensgebend für die Methode ist der Lösungsbeispieleffekt (Worked-Example-Effect). Dieser bezeichnet die Überlegenheit von Lernen mit ausgearbeiteten Lösungsbeispielen gegenüber Problemlösen. Begründen lässt sich dieser Effekt mithilfe der Cognitive-Load-Theorie: Man geht davon aus, dass die kognitive Belastung (Intrinsic Cognitive Load) beim Problemlösen viel höher ist als beim Lernen aus Lösungsbeispielen. Deshalb stehen für den Prozess des Verstehens und Schemaerwerbs beim Lernen mit Lösungsbeispielen mehr kognitive Ressourcen (Germane Load) zur Verfügung als beim Problemlösen.

Neben der kognitionspsychologischen Begründung gibt es auch eine motivationspsychologische Begründung: Anstatt ein Problem zu lösen (Performanzorientierung) mit damit verbundenem „Herumprobieren“ und dem Gedanken „Hauptsache eine Lösung haben“, konzentrieren sich die Lerner auf das Nachvollziehen von Beispielen. Die Methode wird als zielgerichtet und effizient wahrgenommen. Deshalb greifen Lernende bevorzugt auf diese Methode zurück, wenn sie die Wahl haben zwischen einem Beispiel und einer textartigen Erklärung.

Mit zunehmender Expertise der Lerner droht der oben genannte Expertise-Reversal-Effect aufzutreten. Dabei werden didaktische Maßnahmen wie Strukturierungs- und Lernhilfen, die bei Novizen lernunterstützend wirken, bei Experten überflüssig und behindern den Wissenserwerb.

## Klassische Lösungsbeispiele im Kontext von Unterricht
Üblicherweise werden im Unterricht Lösungsbeispiele wie folgt eingesetzt:
1. Ein Theorem wird vom Lehrer erarbeitet oder vom Lehrbuch vorgestellt.
2. Zu diesem Theorem rechnet der Lehrer ein Beispiel vor oder im Fachbuch folgt eine vollständig gelöste Aufgabe. Dieses Beispiel soll die Anwendung der Theorie verdeutlichen.
3. Nachdem die Schüler das Beispiel nachvollzogen haben, sollen sie selbstständig ähnliche Aufgaben lösen.

Der Übergang von Schritt 2 (Beispielstudium) zu Schritt 3 (Aufgabenbearbeitung/Problemlösen) erfolgt dabei zu schnell und stellt zu hohe Anforderungen an die Lernenden.

## Die Methode
Die Lernenden erhalten mehrere (mindestens zwei) Lösungsbeispiele. Diesen liegt das gleiche Lösungsprinzip zugrunde. Die Lernenden versuchen dieses Lösungsbeispiel nachzuvollziehen. Abschließend werden die gewonnenen Erkenntnisse im Plenum diskutiert und schriftlich festgehalten.

## Fragen zur Selbsterklärung
Zur Steuerung des Beispielstudiums und zur Vermeidung vom passiven Beispielkonsum sollten Fragen zur Selbsterklärung eingesetzt werden. Dies können nicht nur Fragen sein, sondern auch Aufgaben. Mögliche Beispiele wären:
- Finde Zwischenüberschriften für die Schritte 1 – 4!
- Warum kann im Schritt 3 die Wurzel gezogen werden? (Voraussetzungen nennen)
- Welche Gesetzmäßigkeit wurde zur Lösung verwendet?
- Mit welchem Ziel wurde im Schritt 3 die Wurzel gezogen?

Bei unerfahrenen Lernern kann ein Selbsterklärungstraining die Qualität der Selbsterklärung und damit auch die Lernwirksamkeit steigern. Dabei bearbeitet die Lehrperson ein Beispiel und vollzieht jeden Lösungsschritt laut denkend nach. Anschließend bearbeiten die Lernenden ein ähnliches Beispiel. Sie können die Hilfe der Lehrperson in Anspruch nehmen. Besonders Lerner ohne Vorwissen profitieren stark von dem Selbsterklärungstraining.

## Oberflächen- und prinzipienakzentuierende Beispielsequenzen
Das Lösungsprinzip eines Beispiels kann in verschiedenen inhaltlichen Einbettungen wiederholt werden. Zum Beispiel beim Dreisatz mit proportionaler Struktur:
- Oberflächenmerkmal „überfluteten Keller leer pumpen“: mehr Pumpen – mehr Leistung
- Oberflächenmerkmal „Wand streichen“: mehr Gehilfen – mehr Leistung

Da hierbei die lösungsirrelevanten Oberflächenmerkmale variiert werden und die zugrunde liegende Lösungsstruktur gleich bleibt, spricht man hier von einer prinzipienakzentuierender Beispielsequenz.

Weiterhin ist es möglich, in derselben inhaltlichen Einbettung verschiedene Lösungsprinzipien zu behandeln. Zum Beispiel beim Dreisatz mit proportionaler und antiproportionaler Struktur:
- Oberflächenmerkmal „überfluteten Keller leer pumpen“, antiproportional: mehr Pumpen – weniger Zeit
- Oberflächenmerkmal „überfluteten Keller leer pumpen“, proportional: mehr Pumpen – mehr Leistung

So eine Sequenz wird deshalb oberflächenakzentuierend genannt.
Mithilfe der gezielten Variation dieser Merkmale kann ein naher bis weiter Transfer angeregt werden. Die verschiedenartige Sequenzierung der Beispiele wird auch als Inter-Beispiel-Merkmal bezeichnet.
 Als Intra-Beispiel-Merkmale wird die grafische und textuelle Gestaltung eines einzelnen Beispiels bezeichnet. Insbesondere der Begriff "integriertes Format" wird dabei oft erwähnt. Dabei werden zusammengehörige Informationen so angeordnet, dass die Zuordnungsleistung möglichst gering ist.

## Unvollständige und fehlerhafte Lösungsbeispiele
Im fortgeschrittenen Lernprozess bieten sich unvollständige Lösungsbeispiele an. Dabei wird der Lösungsweg gezielt lückenhaft dargestellt. Die Lerner müssen dann den Lösungsweg vervollständigen.
Zum Ende eines Themas, wenn die Lerner Experten im Thema sein müssten, können fehlerhafte Lösungsbeispiele eingesetzt werden. Die Lerner müssen dann den Fehler im falschen Lösungsweg finden.
Durch unvollständige und fehlerhafte Lösungsbeispiele kann der Expertise-Reversal-Effect vermieden werden.

## Der Übergang zum Problemlösen
Durch die allmähliche Reduzierung der Lösungshinweise (unvollständige Lösungsbeispiele) kann der Lerner an ein Problem herangeführt werden. Lässt man alle Hilfen weg, ist er mit einem Problem konfrontiert.

## Kritik an der Methode
Häufig genannte Kritikpunkt an der Methode sind:
1. Es können nur Algorithmen erlernt werden.
2. Sie fördert kein tieferes Verständnis.
3. Es sind keine multiplen Lösungswege möglich.
4. Die Lösungsbeispiele werden nur oberflächlich durchgearbeitet.
5. Sie mindert den Anreiz, eigene (kreative) Lösungswege zu finden.

Die ersten zwei Punkte können entkräftet werden, da es erfolgreiche Erprobungen mit heuristischen Lösungsbeispielen gibt. Der dritte und vierte Kritikpunkt lässt sich durch entsprechende Beispielgestaltung vermeiden.
Lediglich der letzte Kritikpunkt kann nicht entkräftet werden. Deshalb und wegen des oben genannten Expertise-Reversal-Effect kann (und sollte) die Methode nicht in jeder Phase des Lernprozesses eingesetzt werden.